# Арадські мученики

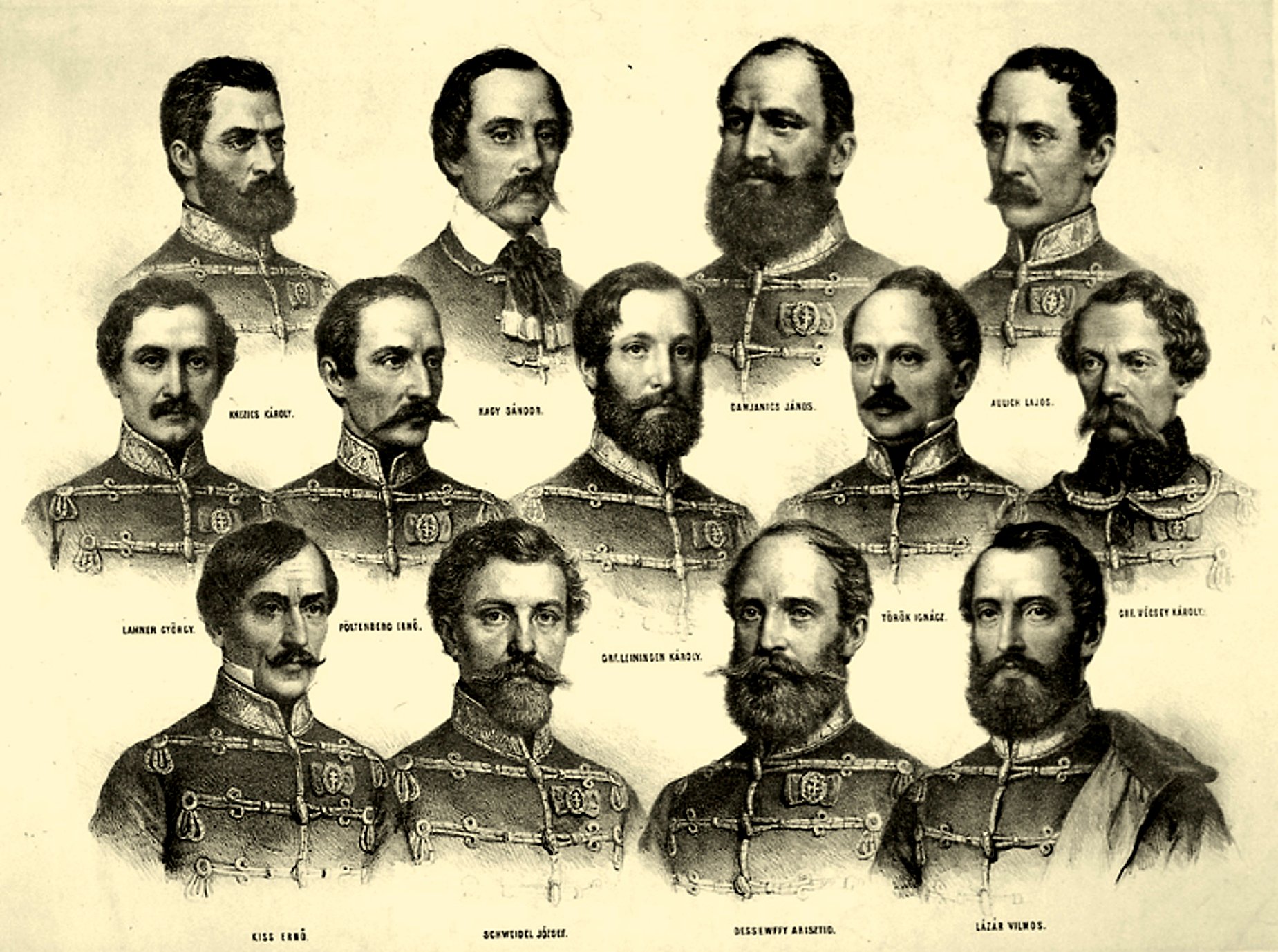
Тринадцять арадських мучеників. Зліва направо: верхній ряд: Карой Кнезіч, Йожеф Надьшандор, Янош Дам'янич, Лайош Ауліх; середній ряд: Дьєрдь Ланер, Ерне Пельтенберг, Карой Ляйнінген-Вестербург, Ігнац Терек, Карой Вечей; нижній ряд: Ерне Кіш, Йожеф Швайдель, Арістід Дешшевффі, Вілмош Лазар. Літографія Міклоша Барабаша

Тринадцять арадських мучеників (угор. aradi vértanúk) — дванадцять угорських повстанських генералів та один полковник, страчені за наказом влади Австрійської імперії в місті Арад (нині Румунія) 6 жовтня 1849 року після їхньої поразки в боротьбі за незалежність під час Угорської революції. Страта була виконана за наказом австрійського генерала Юліуса Якоба фон Гайнау.

## Передумови
В історичній промові 3 березня 1848 року, незабаром після приходу новин про революцію у Франції, Лайош Кошут вимагав запровадження парламентського уряду для Угорщини й конституційного уряду для решти Австрії. Революція в Угорщині розпочалася 15 березня 1848 року. Взимку 1848—1849 років угорська революційна армія зазнавала поразок від австрійської армії, проте вже навесні 1849 року відбулася переможна кампанія. Як наслідок, 14 квітня 1849 року Кошут проголосив у Дебрецені незалежність Угорщини. На травень угорці контролювали всю країну, окрім Буди, яку їм таки вдалося захопити внаслідок тритижневої кровопролитної облоги. Сподівання на кінцевий успіх були зруйновані військовою інтервенцією Росії.
Коли спроби звернення по допомогу до інших європейських держав виявилися марними, Кошут зрікся своєї посади диктатора 11 серпня 1849 року на користь Артура Гергеї, який, на його думку, був єдиним генералом, здатним зберегти націю. 13 серпня Гергеї поблизу села Вілагош у Трансильванії підписав капітуляцію перед росіянами, які віддали переможену армію австрійцям. Через заступництво Росії Гергеї не був страчений, натомість був засланий у Каринтію. Щодо більшості офіцерів армії австрійці провели жорстокі репресії.

## Страта

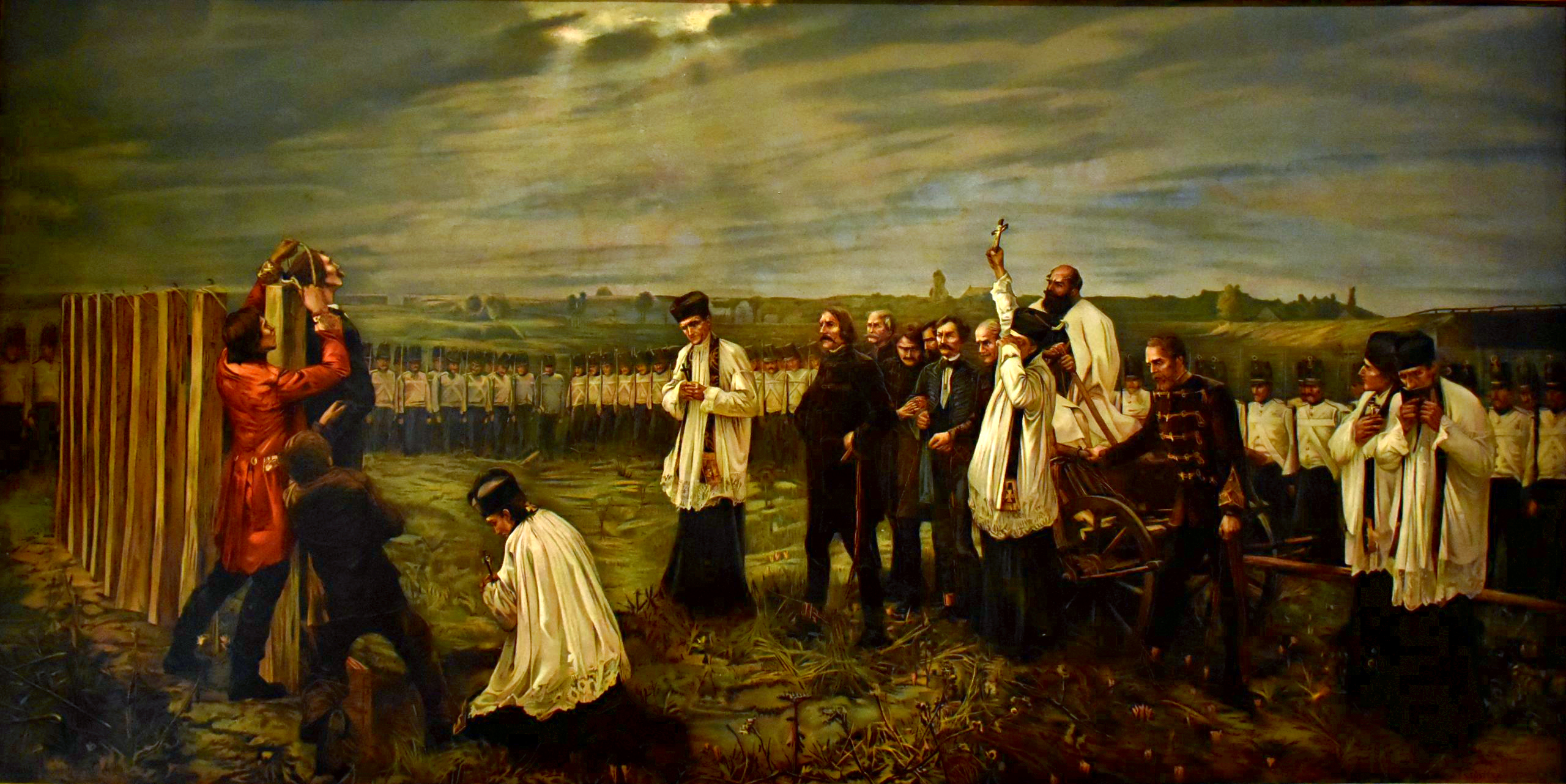
Страта арадських мучеників. Картина Яноша Торма

Тринадцять угорських генералів були страчені повішенням 6 жовтня 1849 року, окрім Арістіда Дешшевффі та ще двох, які буля друзями принца Ліхтенштейнського. Повішення вважалося приниженням, тому принц втрутився, і їх стратили розстрілом. Того ж дня перший угорський прем'єр-міністр Лайош Баттяні був страчений у Пешті.
Кошут емігрував до Османської імперії. Він поширював думку, що Гергеї єдиний відповідальний за поразку повстання, називаючи його «Угорським Юдою».
Угорці стали називати тринадцятьох страчених генералів мучениками за те, що вони стали на захист свободи та незалежності свого народу. Більшість із них не були етнічно угорцями, проте боролися за Угорщину. Річниця страти генералів — 6 жовтня — щороку вшановується в Угорщині як день жалоби.

## Список страчених
1. Лайош Ауліх
2. Янош Дам'янич
3. Арістід Дешшевффі
4. Ерне Кіш
5. Карой Кнезіч
6. Дьєрдь Ланер
7. Вілмош Лазар
8. Карой Ляйнінген-Вестербург
9. Йожеф Надьшандор
10. Ерне Пельтенберг
11. Йожеф Швайдель
12. Ігнац Терек
13. Карой Вечей

## Звичаї
Існує легенда, що під час страти австрійські солдати пили пиво й цокали келихами, святкуючи свою перемогу. Так зродився угорський звичай не цокати келихами, коли там пиво, протягом наступних 150 років.
Насправді немає жодних свідчень про правдивість цієї легенди. Історик Роберт Герман вважає, що таку легенду придумали виробники пива, щоб популяризувати свої товари. Хоча угорська обітниця скінчилася 6 жовтня 1999 року, угорці й надалі дотримуються неї.